# Carles Rahola Llorens
Carles Rahola Llorens (Cadaqués, 28 de junio de 1881-Gerona, 15 de marzo de 1939) fue un periodista, escritor, historiador y político español. Familiar de los políticos Josep Rahola de Espona y Frederic Rahola de Espona, de la periodista y política Pilar Rahola y de Pedro Rahola, ministro de la Segunda República. Pocas semanas después de que el ejército franquista ocupara Cataluña fue sentenciado y ejecutado por haber escrito artículos catalanistas.

## Biografía
Carles Rahola nació en Cadaqués. Era el pequeño de cinco hermanos y cuando tenía tres años, la familia se instaló en Gerona. El padre tenía una imprenta, que pasó a cargo de su hijo Darius. En esta imprenta se editaba el diario republicano federal El Autonomista en el cual Carles Rahola empezó a publicar artículos. Rahola había empezado a trabajar como escribiente en la Diputación de Gerona. Se inició en el mundo literario en el entorno de un grupo de jóvenes intelectuales del cual formaban parte Xavier Monsalvatge, Prudenci Bertrana, Miguel de Palol, entre otros. A pesar de que no militó en ningún partido político, en 1932 llegó a ser el máximo representante del gobierno catalán en la provincia de Gerona, como delegado de la Generalidad.
Rahola fue sometido a proceso judicial y fusilado en la tapia del cementerio de Gerona el 15 de marzo de 1939, antes de cumplir los 58 años, apenas un mes y once días después de la entrada de las tropas franquistas en la ciudad. La sentencia de muerte del consejo de guerra, en el «III Año Triunfal», incriminó el hecho de que era «Uno de los más destacados separatistas de Gerona, colaborador asiduo del diario separatista de esta localidad El Autonomista en el que escribió artículos literarios e históricos y últimamente otros de carácter político, en los que alentaba a las masas a prolongar inútilmente su resistencia. Entre estos artículos figuran los titulados “Contra el invasor”, “Refugios y jardines” y “El heroísmo”.» Fue el único escritor catalán al que el régimen franquista condenó a muerte a raíz de sus escritos.
Durante más de treinta años del siglo XX, Rahola fue, sin duda, uno de los intelectuales gerundenses y catalanes de referencia, tanto por su obra como por su vida. Cuando se abrió la primera biblioteca pública, en noviembre de 1931, fue el encargado de hacer la conferencia inaugural. En su "Breviari de Ciudadania" (Brevario de ciudadanía) (1933) hay un breve capítulo titulado "Amad a los libros" donde leemos: "El libro nos libera y nos hace nacer unas alas sutiles en nuestro espíritu". Después lo ha sido también por su muerte. Rahola defendió siempre los valores de la civilidad, del respeto, de la tolerancia. Sus amplios conocimientos y rapidez de redacción le permitirán convertirse, desde 1916, en uno de los colaboradores más eficaces de la Enciclopedia Universal Ilustrada Europeo-Americana, editada por Espasa-Calpe.

## Memoria
En honor a su memoria un instituto de enseñanza secundaria de Gerona (Taiala) lleva su nombre y una escultura colocada en la rambla de la Libertad de la misma ciudad recuerda su compromiso cívico y político. También es la denominación de y principal Biblioteca pública de la ciudad. Se publican monografías biográficas y compilaciones de artículos periodísticos, (ver bibliografía).
La Diputación de Gerona y la demarcación de Gerona del Colegio de Periodistas de Cataluña  han instaurado en 2009 el premio Carles Rahola de Comunicación Local con el objetivo de reconocer la tarea de la profesión periodística en las comarcas gerundenses.
Su pueblo natal Cadaqués y Gerona le dedicaron sendas calles. En Cadaqués un busto diseñado por el escultor Eudald de Juana recuerda la figura de Carles Rahola.   

## Opiniones sobre Carles Rahola
- «La ejecución de Carles Rahola es uno de los episodios más traumáticos de la historia de la Gerona del siglo XX. Este hecho tan brutal ha eclipsado la vida de uno de los intelectuales más completos que ha habido en la ciudad. Se le puede definir como periodista e historiador, pero también como escritor, conferenciante y activista cultural. Una de las máximas preocupaciones de Rahola a lo largo de toda su vida fue la de hacer llegar la cultura a la ciudadanía. Rahola –hombre liberal, progresista y tolerante– trabajó por la socialización del saber desde el diario familiar Lo Autonomista, desde el Ateneo de Gerona, que presidió desde su fundación, y, especialmente, a través de sus libros de historia, tan cuidadosamente documentados como bien escritos.» (Xavier Carmaniu)

- «Rahola fue un intelectual comprometido, sobre todo comprometido con la época, con el pueblo, con la situación que le tocó vivir. Un intelectual consciente, que rehuyó siempre el elitismo y la pedantería. Rahola sabía que «vivir es luchar». Pero, también nos ha dejado dicho en el Breviari que «el libro nos libera». Está claro que su pretensión era que sus libros contribuyeran a esta liberación.» (Josep-Maria Terricabras)

- Fue autor de numerosos artículos, por los cuales fue galardonado muchas veces. Tres escritos, no obstante, fueron el motivo de su muerte. No eran los más críticos ni los más duros ni los más radicales. Fueron esos como podían haber sido otros. Y de la sentencia se desprende que los miembros del tribunal y el juez militar instructor ni se los leyeron. Son «Contra el invasor», «Refugis i jardins» y «L'heroísme», todos publicados en 1938.» (Anna Puig)[4]

- «Con su muerte Gerona perdió a uno de sus hijos más ilustres, padre de familia y hombre de bien, que destacó por su visión pacifista y conciliadora.»[8]

## Obra publicada
Los tres artículos que suscitaron las iras del Consejo de Guerra: «Contra l'invasor», «Refugis i jardins» y «L'heroísmoe».
Su obra, especialmente la de carácter histórico, fue muy reconocida, no sólo en Cataluña, sino también en toda España y en Francia. Y muchos de sus escritos conservan toda su vigencia.
- Contra l'invasor. Compilación de artículos en el Autonomista (1900-1938) edición a cargo de Rosa Maria Oliveras Castanyer y Lídia Traveria Riba (2007).[11]
- Girona i Napoleó, una compilación exhaustiva de artículos sobre la Guerra del francés, edición y ensayo introductorio de Lluís M. de Puig[12]
- Breviari de ciudadania — La pena de muerte en Gerona reedición con estudio preliminar de Josep-Maria Terricabras (2009).[13]